# Селим джамия
Селим джамия или Селимийе джамия (на турски: Selimiye Camii) е мюсюлмански храм в Одрин, построен в периода 1568 – 1574 от османския архитект Синан в чест на султан Селим II. Счита се за най-високото архитектурно постижение на Синан. Селим джамия, както и Сюлейман джамия (Сюлеймание джамия) в Истанбул спадат към така наречените „султански джамии“. И двата храма са построени във византийския стил на Света София. Въпреки това Селим джамия се отличава доста от основния план на Света София и предлага нови архитектурни решения, създадени от Синан. Към джамията има няколко музея с археологически, исторически и етнографски експонати.
Селим джамия символизира османския разцвет и се предшества от издигането на одринския дворец непосредствено преди превземането на Константинопол (1453).
- Интериор на Селим Джамия
- Надгробни камъни и музей при Селим Джамия